# Alberto Varela
Alberto Varela Schwalb (ur. 16 listopada 1940 w Montevideo, zm. 20 czerwca 2015 tamże) – urugwajski szermierz.
Uczestniczył w Letnich Igrzyskach Olimpijskich, w 1968 roku, odpadając w eliminacjach floretu i szpady. 